# Rod (příbuzenství)

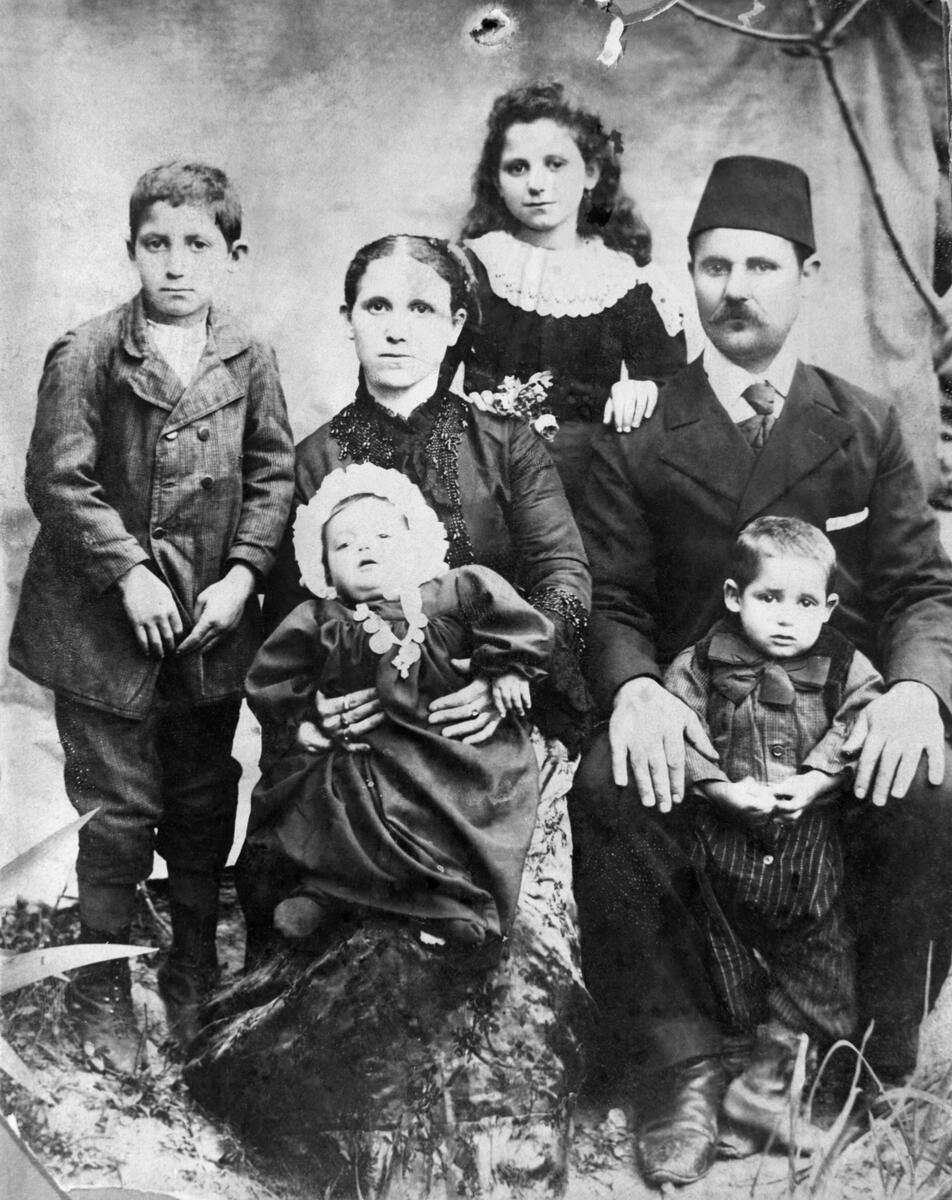
Portrét rodu Condon (Řecko, 1895)

Rod (řecky γένος, latinsky gens) je souhrn všech pokrevních příbuzných pocházejících od jednoho společného předka, a to současných i budoucích. V tomto smyslu mluvíme např. o rodu Přemyslovců, Habsburků atd. Rodem se dále nazývá souhrn všech krevních příbuzných tvořících jistou právní a hospodářskou, popřípadě i náboženskou jednotu. V tomto smyslu byl rod jakožto starší forma příbuzenského soužití než dnešní monogamická rodina základem někdejšího sociálního, hospodářského, právního a náboženského zřízení lidstva. Bylo to v dobách, kdy se smluvní (nepříbuzenské) společenské svazky, z nichž nejdokonalejším byl svazek státní, ještě nevyvinuly a kdy existovaly jen svazky příbuzenské. V té době měl rod mnoho povinností, které později připadly státu.